# Carnival Destiny (schip, 1996)
De Carnival Destiny is een cruiseschip van Carnival Cruise Lines en is het enige schip uit de Destiny-klasse. 

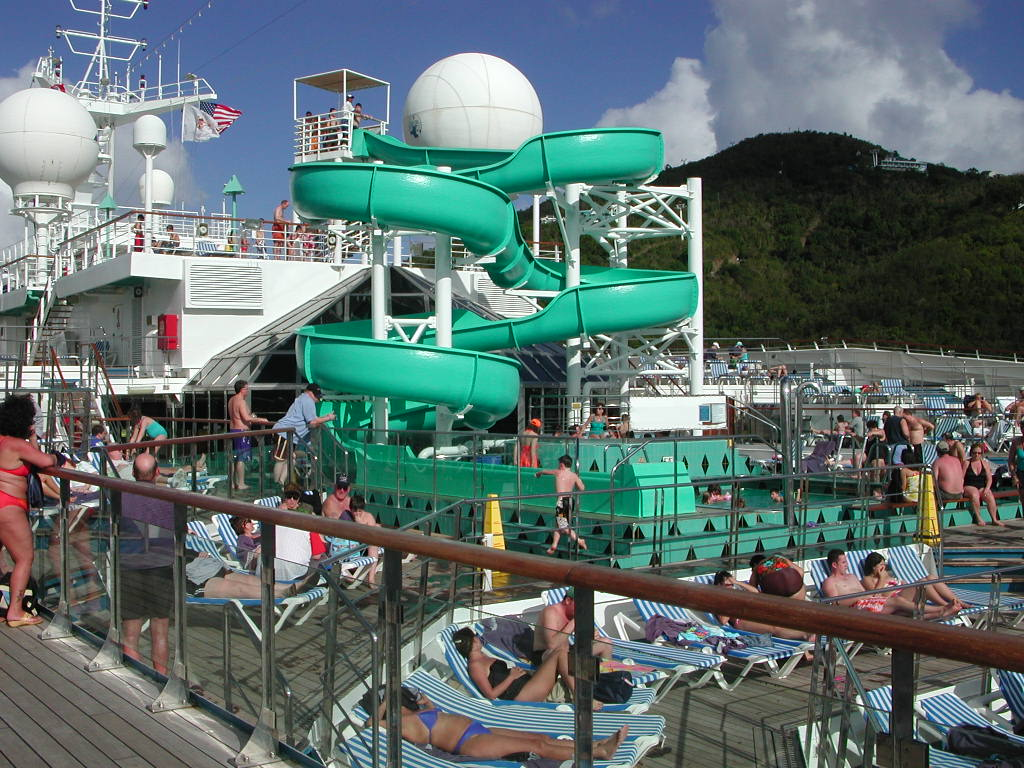
Carnival Destiny Lido Deck

## Geschiedenis
Toen de Destiny in 1996 in de vloot van Carnival kwam, was het het grootste cruiseschip van de wereld, gemeten in tonnage en het was ook het eerste passagiersschip dat groter was dan de RMS Queen Elizabeth, gebouwd in 1940. Het is het enige schip in de Destiny-klasse en is gelijk aan vier andere schepen: de Carnival Triumph en de Carnival Victory, die eigenlijk tot de niet-bekende Triumph-klasse behoren, en de Costa Fortuna en de Costa Magica, die beiden varen voor Costa Cruises. De twee Carnival-schepen verschillen alleen op vlak van de kajuiten van de Destiny, die minder balkons heeft op het Lido-dek. De Costa-schepen hebben een grotere dansvloer, maar een kleiner casino.
Vanaf augustus 2009 werd Roberto Leotta kapitein van het schip. In oktober 2011 was de Destiny het eerste schip met een Kiss-concert.

## Renovaties
Voor een bedrag van miljoenen dollars werd de Destiny in 2005 volledig gerenoveerd, waardoor het schip drie zwembaden, een grote keuze uit restaurants, bars, clubs, een casino en een nieuwe spa verkreeg.
Het schip kreeg ook een nieuwe voortstuwingsinstallatie: zes boegschroef-motoren, drie voorwaarts en drie achterwaarts, elk met precies beweegbare schroeven en motoren van 1760 kW. De elektriciteit voor deze motoren wordt geproduceerd door dieselgeneratoren.

## Verdwijning van passagiers
Op 12 mei 2005, terwijl de Destiny op weg was naar de volgende haven, verdwenen Hue Pham (71) en Hue Tran (67), die 49 jaar getrouwd waren, in de Caraïbische zee tussen de eilanden Barbados en Aruba.